# Рузавина, Яна Николаевна
Яна Николаевна Рузавина (род. 23 сентября 1982, Курчатов, Курская область) — российская фехтовальщица, двукратная чемпионка Европы (2006), чемпионка мира (2006). Заслуженный мастер спорта России (2006).

## Биография
Яна Рузавина родилась 23 сентября 1982 года в городе Курчатов. Начала заниматься фехтованием на рапирах в возрасте 8 лет у Анастасии Кирилловой. В дальнейшем продолжила тренироваться под руководством Ильдара Мавлютова.
Наиболее значимых успехов добивалась в середине 2000-х годов, когда входила в сборную России. В 2006 году в её составе стала чемпионкой Европы и мира в командном зачёте. В том же году на чемпионате Европы в Измире ей удалось выиграть и личный турнир рапиристок.
После завершения своей спортивной карьеры занялась судейской деятельностью, является судьёй международной категории. С 2014 года в Курске проводятся всероссийские юниорские соревнования на призы Яны Рузавиной.

### Семья
Муж — Валерий Есипов (род.1971), футболист. В разводе с 2019 года.